# Sutingara
× Sutingara, (abreviado Sut) en el comercio, es un híbrido intergenérico entre los géneros de orquídeas Arachnis × Ascocentrum × Phalaenopsis × Vanda × Vandopsis. Fue publicado en Orchid Rev. 92(1089) cppo: 8 (1984).